# إنجيل مرقس
إنجيل مرقس أو الإنجيل بحسب مرقس (باليونانية: Εὐαγγέλιον κατὰ Μᾶρκον)‏ هو واحد من الأناجيل القانونية الأربعة وواحد من الأناجيل الإزائية الثلاثة. يحكي الإنجيل مسيرة يسوع من المعمودية على يد يوحنا المعمدان إلى الموت والدفن واكتشاف القبر الفارغ، لا يوجد سرد نسب يسوع أو سرد الولادة ولا ظهور ليسوع بعد القيامة في النهاية الأصلية للإنجيل (عند الفصل 16). يصور الإنجيل يسوع كرجل أفعال بطولية، طارد الأرواح الشريرة، معالج، وصاحب معجزات. المسيح هو أيضاً مذكور كابن الله، لكنه يبقى هويته سرية (السر المسيحاني)، ومع إخفائها في الأمثال حتى أن معظم تلاميذه حتى لا يفهمونها. كل هذا يتفق مع النبوءة التي تتنبأ بمصير المسيح كـ"الخادم المتألم". الإنجيل ينتهي (في النسخة الأصلية) مع اكتشاف القبر الفارغ، وعد اللقاء مرة أخرى في الجليل، وتعليمات بنشر أخبار القيامة.
إنجيل مرقس ربما يعود تأليفه إلى الفترة بين 66-70 م. ويظهر في الترتيب الثاني في العهد الجديد لأنه كان يعتقد تقليديا أنه ملخص لإنجيل متى، ولكن معظم العلماء الآن يعتبرونه أقدم إنجيل مكتوب. بسبب وضع مرقس تقليديًا في المرتبة الثانية، وأحيانًا في المرتبة الرابعة، في العهد الجديد، استمدت الكنيسة بالتالي نظرتها إلى يسوع أساسًا من متى، وثانيًا من يوحنا، وفقط قليلا من مرقس. منذ القرن التاسع عشر، أصبح مرقس ينظر إليه على أنه الأقدم بين الأناجيل الأربعة، وكمصدر استخدمه كل من متى ولوقا. لا تزال فرضية الأولوية المرقسية (أن إنجيل مرقس قد كتب أولاً) تحظى بتأييد غالبية العلماء اليوم، وهناك اعتراف حديث بكون المؤلف فنان وعالم لاهوتي استخدم مجموعة من الأساليب الأدبية لنشر تصوره عن يسوع كابن الله. يرفض أغلب العلماء التقليد الذي ينسبه إلى يوحنا مرقس رفيق الرسول بطرس، ويعتبرونه عملاً من تأليف مؤلف مجهول كتبه مع الاعتماد على مصادر مختلفة، بما في ذلك مجموعات من قصص المعجزات وقصص الجدل والأمثال والتقاليد المنقولة شفهيا.

## مميزات إنجيل مرقس
خلافا عن إنجيل متى ولوقا، إنجيل مرقس لا يعطي أي معلومات عن حياة المسيح قبل بدء رسالته العلنية، أي لا يذكر ولادة ونسب المسيح.
الشرح المفصل في هذا الإنجيل يقسم إلى ثلاثة اقسام:
1. الخدمة في الجليل (وهذا يضم أيضاً المدن المجاورة : فينيقية ونباطا " بلاد البنطيين" وقيصرية فيليبس)
2. الخدمة في اليهودية.
3. الرحلة إلى اورشليم والأحداث هناك.

## التكوين

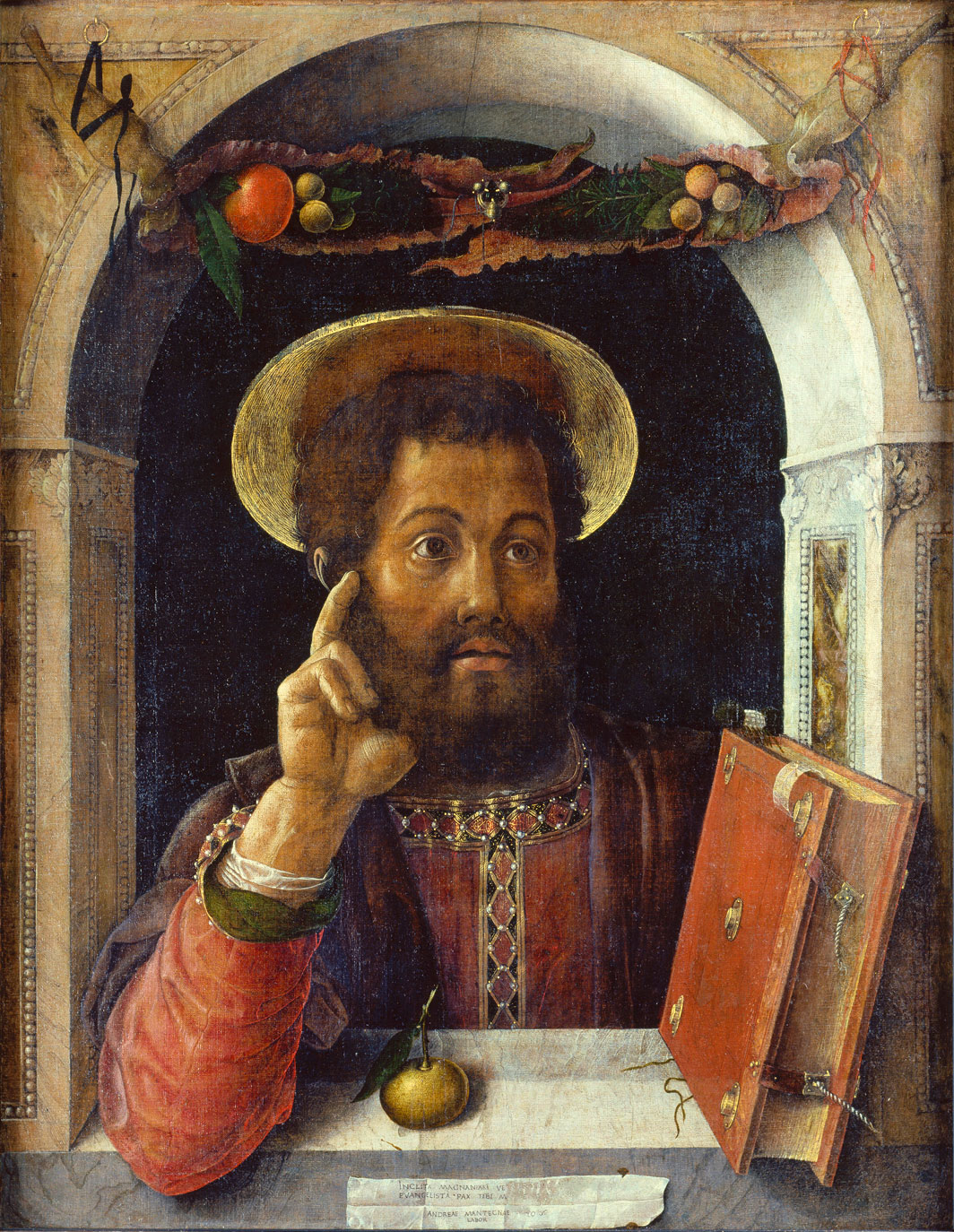
"مرقس" لمانتينيا

### التأليف

-فرضية المصدرين: يتفق معظم العلماء على أن مرقس كان أول الأناجيل كتابة، وأن مؤلفي متى ولوقا استخدموه بالإضافة إلى الوثيقة الثانية التي تسمى الوثيقة ق عند تأليف الأناجيل الخاصة بهم. الأقسام الزرقاء تشير إلى المحتويات الخاصة بلوقا ومتى.

مؤلف إنجيل مرقس هو مجهول. التقاليد المبكرة ابتداء من بابياس من هيرابوليس تنسبه إلى يوحنا مرقس، رفيق بطرس، وبالتالي صاحبه غالبا ما يسمى مرقس، ولكن معظم العلماء يعتبرون مؤلف إنجيل مرقس شخصا مسيحيا مجهولا من القرن الأول، ويُعتَقَد أن نسب الإنجيل لمرقس كان رغبةً من الكنيسة المبكرة في ربطه بشخصية مقربة من يسوع، مثل بطرس، حيث في عهد الكنيسة المبكرة كان كل من الأرثوذكس والغنوصيين ينسبون كتبهم للرسل والشخصيات المهمة الأخرى لتأكيد امتلاكهم التعاليم الأصح. ربما كتب بين أعوام 66-70 خلال عهد نيرون واضطهاد المسيحيين في روما أو الثورة اليهودية، كما تقترح الإشارات الداخلية في الإنجيل إلى الحرب في يهودا والاضطهاد. استخدم المؤلف مجموعة متنوعة من المصادر الموجودة مسبقا، مثل قصص النزاعات (مرقس 2:1-3:6)، الخطاب الأبوكاليبتيك (4:1-35)، وتجميعات من الأقوال (وإن لم تكن إنجيل توما ولا الوثيقة ق).
مرقس كان مكتوبا باللغة اليونانية، لجمهور وثني (كونهم من الوثنيين هو واضح بسبب شعور المؤلف بالحاجة إلى شرح التقاليد اليهودية وترجمة المصطلحات الآرامية) من المسيحيين الناطقين باليونانية: من الأماكن المقترح كونها مكان التأليف، روما (مرقس يستخدم عددا من المصطلحات اللاتينية)، الجليل، أنطاكية (ثالث أكبر مدينة في الإمبراطورية الرومانية، وتقع في شمال سوريا)، وكذلك جنوب سوريا. المؤلف ربما قد تأثر بالسير الذاتية والخطابات والروايات الرومانسية المشهورة اليونانية-الرومانية وملاحم هوميروس، ومع ذلك لا يذكر تقريبا أي من الشخصيات العامة، ولا يقوم بذكر أي إشارة إلى الأدب اليوناني أو الروماني ويأخذ جميع مراجعه من الكتب المقدسة اليهودية، في الغالب من الإصدارات اليونانية من السبعينية. إنجيله هو ليس تاريخا بالمعنى الحديث، ولا حتى بالمعنى الكلاسيكي للمؤرخين اليونانيين والرومان، ولكن هو "تاريخ بنظرة آخروية أو أبوكاليبتية" ويصور يسوع خلال الأحداث في نهاية الزمان.

### الدقة التاريخية
أدى الاعتراف في القرن 19 بأن مرقس هو أقدم إنجيل إلى الاعتقاد بأنه بناء على ذلك يجب أن يكون الأكثر موثوقية. هذا الاستنتاج تم التشكيك فيه من قبل اثنين من الأعمال المنشورة في العقود الأولى من القرن 20: في عام 1901 جادل وليام وريد بقوة على أن "السر المسيحاني" في مرقس هو ابتكار من الكنيسة المبكرة وليس انعكاسا ليسوع التاريخي، وفي عام 1919 أظهر كارل لودفيج شميت كيف أن الصلات بين الحلقات هي اختراع من الكاتب، مما يقوض الإدعاء بأن الإنجيل هو دليل موثوق به للتسلسل الزمني لمسيرة يسوع. التوافق الحديث في الآراء هو أن مرقس كان يهدف إلى تقديم رسالة لاهوتية بدلا من كتابة التاريخ، مع ذلك، لا يزال إنجيل مرقس يعتبر الأكثر موثوقية من بين الأناجيل الأربعة في وصف حياة ومسيرة يسوع بشكل عام.

## المقارنة مع كتابات أخرى

### مرقس والعهد الجديد
تروي الأناجيل الأربعة قصة يكون فيها موت يسوع وقيامته هي الأحداث الفدائية الحاسمة. هناك، مع ذلك، اختلافات مهمة بين الأربعة: على عكس يوحنا، لم يصف مرقس أبدًا يسوع بـ "الله"، أو يدعي أن يسوع كان موجودًا قبل حياته الأرضية؛ وعلى عكس متى ولوقا، لا يذكر المؤلف ولادة عذرية، ويعتقد على ما يبدو أن يسوع كان له أصل ووالد بشريين عاديين؛ وعلى عكس متى ولوقا، فهو لا يحاول تتبع أصل يسوع إلى داود أو آدم.
توقع مسيحيو عصر مرقس أن يعود يسوع بصفته المسيح أثناء حياتهم - مرقس، مثله مثل الأناجيل الأخرى، ينسب الوعد بذلك ليسوع نفسه (مرقس 9: 1 و 13: 30)، وينعكس ذلك في رسائل بولس، في رسالة يعقوب، في الرسالة إلى العبرانيين، وفي رؤيا يوحنا. عندما فشلت العودة، عدل المسيحيون الأوائل فهمهم. أقر البعض أن المجيء الثاني قد تم تأخيره، لكنهم توقعوه مع ذلك؛ أعاد آخرون تحديد تركيز الوعد، إنجيل يوحنا على سبيل المثال تحدث عن "الحياة الأبدية" على أنها شيء متاح في الوقت الحاضر؛ بينما رأى آخرون أن يسوع لن يعود على الإطلاق (جادلت رسالة بطرس الثانية ضد أولئك الذين يحملون هذا الرأي).
تم تعديل الموت اليائس ليسوع في إنجيل مرقس إلى موت منتصر في الأناجيل اللاحقة. يموت المسيح في مرقس مع صرخة: "«إلُوِي، إلُوِي، لَما شَبَقْتَنِي؟» أيْ «إلَهِي، إلَهِي، لِماذا تَرَكْتَنِي؟"؛ متى، الإنجيل التالي لمرقس، يكرر المقولة كلمة بكلمة، لكنه يوضح أن موت يسوع هو بداية قيامة إسرائيل؛ لوقا لديه صورة أكثر إيجابية، حيث استبدل صرخة اليأس عند مرقس ومتى بأخرى تعبر عن خضوع لإرادة الله ("يا أبِي، ‹أستَودِعُ رُوحِي بَينَ يَدَيكَ") ؛ بينما في يوحنا، الإنجيل الأخير، يموت يسوع دون معاناة واضحة في تحقيق للخطة الإلهية.

## صور

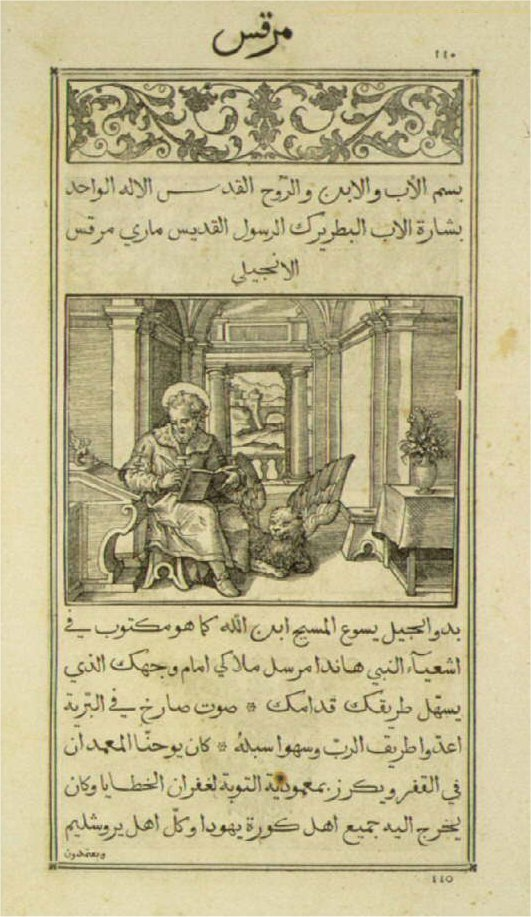
نسخةعام 1590م.
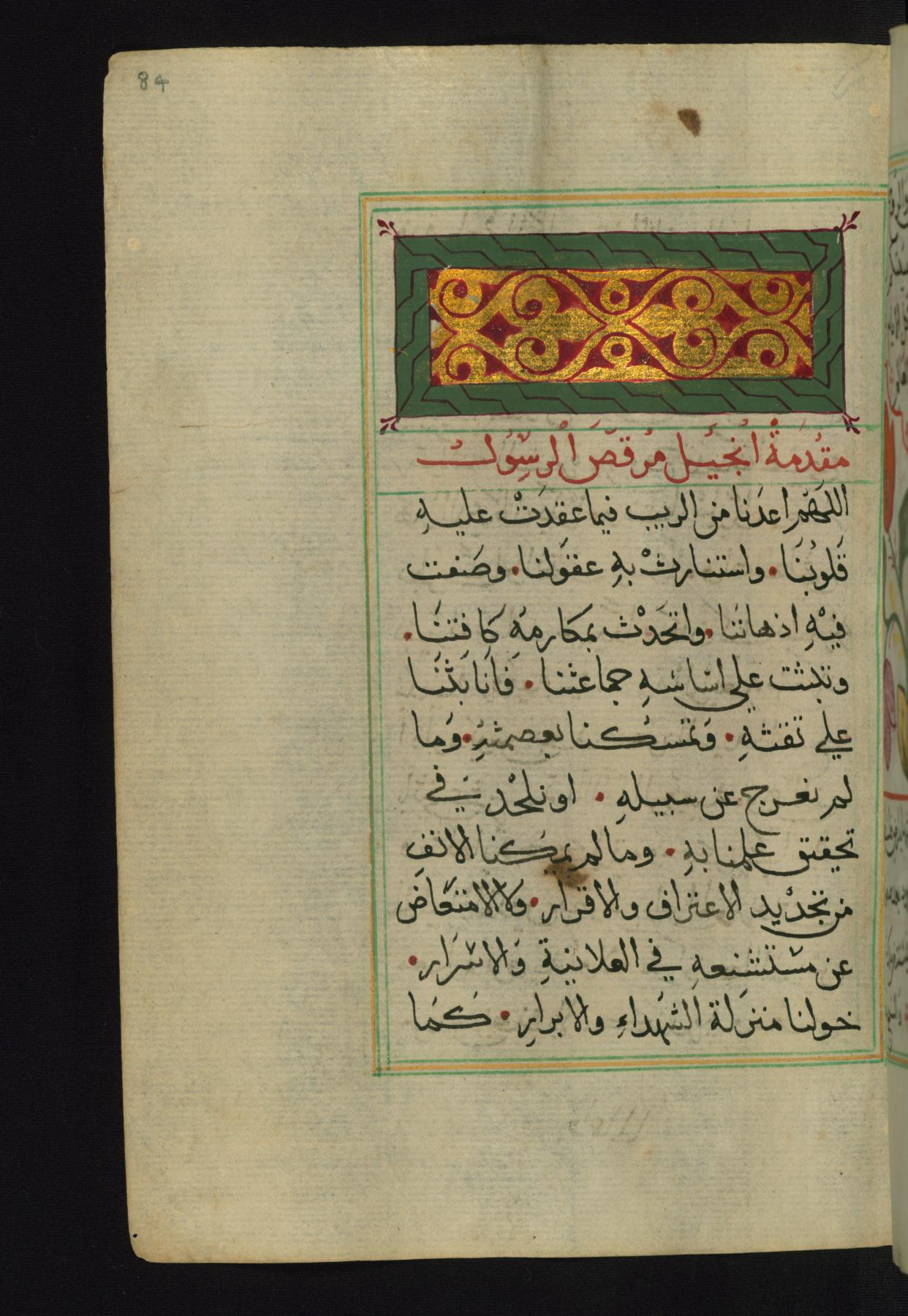
بداية إنجيل مرقص - 1684م.

## مواضيع ذات صلة
- مرقس.

### استشهادات
1. ↑   https://web.archive.org/web/20190715151818/http://khazarzar.skeptik.net:80/books/titles.pdf. مؤرشف من الأصل (PDF) في 2019-07-15. {{استشهاد ويب}}: الوسيط |title= غير موجود أو فارغ (مساعدة)
2. ↑  Boring 2006، صفحات 252–53.
3. ↑  Boring 2006، صفحات 1–3.
4. 1 2  Perkins 1998، صفحة 241.
5. ↑  Perkins 2009، صفحة 16.
6. ↑  Beaver 2009، صفحة 189.
7. ↑  Edwards 2002، صفحات 2.
8. 1 2 3  Edwards 2002، صفحات 1–3.
9. 1 2  Burkett 2002، صفحة 156.
10. ↑  Sanders 1995، صفحات 63–64.
11. ↑  Reddish 2011، صفحة 36.
12. ↑  Boring 2006، صفحات 13–14.
13. ↑  Burkett 2002، صفحة 157.
14. ↑  Donahue 2005، صفحات 15–16.
15. ↑  Donahue 2005، صفحة 15.
16. 1 2  Williamson 1983، صفحة 17.
17. ↑  Joel 2000، صفحة 859.
18. ↑  Powell 1998، صفحة 37.
19. ↑  Hurtado 2005، صفحة 587.
20. 1 2 3  Burkett 2002، صفحة 158.
21. ↑  Burkett 2002، صفحات 69–70.
22. 1 2  Moyise 2013، صفحة unpaginated.

### بيبلوجرافيا
- Aune، David E. (1987). The New Testament in its literary environment. Westminster John Knox Press. ISBN:978-0-664-25018-8. مؤرشف من الأصل في 2020-03-12.
- Beaver، Caurie (2009). Mark: A Twice-Told Story. Wipf and Stoc. ISBN:9781608991211. مؤرشف من الأصل في 2020-03-12.
- Boring، M. Eugene (2006). Mark: A Commentary. Presbyterian Publishing Corp. ISBN:978-0-664-22107-2. مؤرشف من الأصل في 2020-03-12.
- Brown، Raymond E. (1997). An Introduction to the New Testament. Doubleday. ISBN:978-0-385-24767-2. مؤرشف من الأصل في 2019-12-05.
- Burkett، Delbert (2002). An introduction to the New Testament and the origins of Christianity. Cambridge University Press. ISBN:978-0-521-00720-7. مؤرشف من الأصل في 2020-01-03.
- Cole، R. Alan (1989). The Gospel According to Mark: An Introduction and Commentary (ط. 2). Wm. B. Eerdmans Publishing. ISBN:978-0-8028-0481-5. مؤرشف من الأصل في 2020-03-12.
- Collins، Adela Yarbro (2000). Cosmology and Eschatology in Jewish and Christian Apocalypticism. Brill. ISBN:978-90-04-11927-7. مؤرشف من الأصل في 2020-03-12.
- Cross، Frank L.؛ Livingstone، Elizabeth A.، المحررون (2005) [1997]. "Messianic Secret". The Oxford Dictionary of the Christian Church (ط. 3). Oxford University Press. ص. 1083. ISBN:978-0-19-280290-3. مؤرشف من الأصل في 2020-03-12.
- Donahue، John R. (2005) [2002]. The Gospel of Mark. Liturgical Press. ISBN:978-0-8146-5965-6. مؤرشف من الأصل في 2020-03-12.
- Dunn، James D.G. (2003). Jesus Remembered. Wm. B. Eerdmans Publishing. ISBN:978-0-8028-3931-2. مؤرشف من الأصل في 2020-03-12.
- Edwards، James (2002). The Gospel According to Mark. Wm. B. Eerdmans Publishing. ISBN:978-0-85111-778-2. مؤرشف من الأصل في 2020-03-12.
- Ehrman، Bart D. (1993). The Orthodox Corruption of Scripture: The Effect of Early Christological Controversies on the Text of the New Testament. Oxford University Press. ISBN:978-0-19-510279-6. مؤرشف من الأصل في 2020-03-12.
- Ehrman، Bart D. (1 مايو 2006). Peter, Paul and Mary Magdalene: The Followers of Jesus in History and Legend. Oxford University Press. ص. 6–10. ISBN:978-0-19-974113-7. مؤرشف من الأصل في 2020-03-12.
- Ehrman، Bart D. (15 سبتمبر 2005). Lost Christianities: The Battles for Scripture and the Faiths We Never Knew. Oxford University Press. ص. 235. ISBN:978-0-19-975668-1. مؤرشف من الأصل في 2020-03-12. Most scholars today have abandoned these identifications...
- France، R.T. (2002). The Gospel of Mark: A Commentary on the Greek text. Wm. B. Eerdmans Publishing. ISBN:978-0-8028-2446-2. مؤرشف من الأصل في 2020-03-12.
- Gamble، Harry Y. (1995). Books and Readers in the Early Church: A History of Early Christian Texts. Yale University Press. ISBN:978-0-300-06918-1. مؤرشف من الأصل في 2020-03-12.
- Horsely، Richard A. (2007). "Mark". في Coogan، Michael David؛ Brettler، Marc Zvi؛ Newsom، Carol Ann (المحررون). The New Oxford Annotated Bible with the Apocryphal/Deuterocanonical Books: New Revised Standard Version. Oxford University Press. ص. 56–92 New Testament. ISBN:978-0-19-528881-0. مؤرشف من الأصل في 2017-01-09.
- Hurtado، Larry W. (2005) [2003]. Lord Jesus Christ: Devotion to Jesus in Earliest Christianity. Wm. B. Eerdmans Publishing. ISBN:978-0-8028-3167-5. مؤرشف من الأصل في 2016-12-24.
- Joel، Marcus (2000). Eerdmans Dictionary of the Bible. Eerdmans. ISBN:9789053565032. مؤرشف من الأصل في 2020-03-12.
- Kee، Howard Clark (1993). "Magic and Divination". في Coogan، Michael David؛ Metzger، Bruce M. (المحررون). The Oxford Companion to the Bible. Oxford University Press. ص. 483–84. ISBN:978-0-19-504645-8. مؤرشف من الأصل في 2020-03-12.
- Koester، Helmut (2000) [1982]. Introduction to the New Testament: History and literature of early Christianity (ط. 2). Walter de Gruyter. ISBN:978-0-567-16561-9. مؤرشف من الأصل في 2020-03-12.
- Lössl، Josef (2010). The Early Church: History and Memory. Continuum. ISBN:978-0-567-16561-9.
- Malbon، Elizabeth Struthers (2000). In the Company of Jesus: Characters in Mark's Gospel. Westminster John Knox Press. ISBN:9780664222550. مؤرشف من الأصل في 2020-03-12.
- Morris، Leon (1990) [1986]. New Testament Theology. Zondervan. ISBN:978-0-310-45571-4. مؤرشف من الأصل في 2020-03-12.
- Moyise، Steve (2013). Introduction to Biblical Studies. Bloomsbury. ISBN:9780567189264. مؤرشف من الأصل في 2016-12-24.
- Perkins، Pheme (1998). "The Synoptic Gospels and the Acts of the Apostles: Telling the Christian Story". في Barton، John (المحرر). The Cambridge companion to biblical interpretation. Westminster John Knox Press. ص. 241–58. ISBN:978-0-521-48593-7. مؤرشف من الأصل في 2020-03-12.
- Perkins، Pheme (2009) [2007]. Introduction to the Synoptic Gospels. Wm. B. Eerdmans Publishing. ISBN:978-0-8028-6553-3. مؤرشف من الأصل في 2020-03-12.
- Powell، Mark Allan (1998). Jesus as a Figure in History: How Modern Historians View the Man from Galilee. Wm. B. Eerdmans Publishing. ISBN:978-0-664-25703-3. مؤرشف من الأصل في 2020-03-12.
- Reddish، Mitchell (2011). An Introduction to The Gospels. Abingdon Press, 2011. ISBN:9781426750083. مؤرشف من الأصل في 2020-03-12.
- Sanders، E (1995). The Historical Figure of Jesus. Penguin UK. مؤرشف من الأصل في 2018-11-20.
- Schröter، Jens [بالألمانية] (2010). "The Gospel of Mark". في Aune، David E. (المحرر). The Historical Jesus: A Comprehensive Guide. Wiley–Blackwell. ص. 272–95. ISBN:978-1-4051-0825-6. مؤرشف من الأصل في 2020-03-12.
- Smith، Stephen H. (1995). "A Divine Tragedy: Some Observations on the Dramatic Structure of Mark's Gospel". Novum Testamentum. E.J. Brill, Leiden. ج. 37 ع. 3: 209–31. DOI:10.1163/1568536952662709. JSTOR:1561221.
- Strecker، Georg [بالألمانية] (2000). Theology of the New Testament. Walter de Gruyter. ISBN:978-0-664-22336-6. مؤرشف من الأصل في 2020-03-12.
- Telford، William R. (1999). The Theology of the Gospel of Mark. Cambridge University Press. ISBN:978-0-521-43977-0. مؤرشف من الأصل في 2020-03-12.
- Twelftree، Graham H. (1999). Jesus the miracle worker: a historical & theological study. InterVarsity Press. ISBN:978-0-8308-1596-8. مؤرشف من الأصل في 2020-03-12.
- Welch، John W. (2006). "Miracles, Maleficium, and Maiestas in the Trial of Jesus". في Charlesworth، James H. (المحرر). Jesus and Archaeology. Wm. B. Eerdmans Publishing. ISBN:978-0-8028-4880-2. مؤرشف من الأصل في 2020-03-12.
- Williamson، Lamar (1983). Mark. John Knox Press. ISBN:9780664237608. مؤرشف من الأصل في 2020-03-12.
- Witherington، Ben (2001). The Gospel of Mark: A Socio-rhetorical Commentary. Wm. B. Eerdmans Publishing. ISBN:978-0-8028-4503-0. مؤرشف من الأصل في 2020-03-12.

## قراءات إضافية
- Brown، Raymond E. (1994). An Introduction to New Testament Christology. Paulist Press. ISBN:978-0-8091-3516-5. مؤرشف من الأصل في 2020-03-12.
- Crossan، John Dominic (2010) [1998]. The Birth of Christianity: Discovering What Happened in the Years Immediately After the Execution of Jesus. HarperCollins. ISBN:978-0-06-197815-9. مؤرشف من الأصل في 2020-03-12.
- Ehrman، Bart D. (2005). Misquoting Jesus. Harper Collins. ISBN:978-0-06-085951-0. مؤرشف من الأصل في 2020-03-12.
- Ehrman، Bart D. (2009). Jesus Interrupted. Harper Collins. ISBN:978-0-06-117394-3. مؤرشف من الأصل في 2020-03-12.
- Ladd، George Eldon (1993). A Theology of the New Testament. Wm. B. Eerdmans Publishing. ISBN:978-0-8028-0680-2. مؤرشف من الأصل في 2020-02-04.
- Lane، William L. (1974). The Gospel According to Mark: The English Text with Introduction, Exposition and Notes. Wm. B. Eerdmans Publishing. ISBN:978-0-8028-2502-5. مؤرشف من الأصل في 2020-03-12.
- Levine، Amy-Jill (2001) [1998]. "Visions of kingdoms: From Pompey to the first Jewish revolt". في Coogan، Michael D. (المحرر). The Oxford History of the Biblical World. Oxford University Press. ISBN:978-0-19-513937-2. مؤرشف من الأصل في 2020-03-12.
- Mack، Burton L. (1994) [1993]. The Lost Gospel: The Book of Q and Christian origins. HarperCollins. ISBN:978-0-06-065375-0. مؤرشف من الأصل في 2017-01-08.
- Perrin، Norman؛ Duling، Dennis C. (1982). The New Testament: An Introduction (ط. 2). Harcourt Brace Jovanovich. ISBN:978-0-15-565726-7. مؤرشف من الأصل في 2017-01-09.
- Schnelle، Udo (1998). The History and Theology of the New Testament Writings. Fortress Press. ISBN:978-0-8006-2952-6. مؤرشف من الأصل في 2017-01-09. (M. Eugene Boring translator)
- Theißen، Gerd؛ Merz، Annette (1998). The Historical Jesus: A Comprehensive Guide. Augsburg Fortress. ISBN:978-0-8006-3123-9. مؤرشف من الأصل في 2017-01-05.
- Van Linden، Philip (1992) [1989]. "Mark". في Karris، Robert J. (المحرر). The Collegeville Bible Commentary: New Testament, NAB. Liturgical Press. ص. 903–35. ISBN:978-0-8146-2211-7. مؤرشف من الأصل في 2020-03-12.
- Weeden، Theodore J. (1995). "The Heresy that Necessitated Mark's Gospel". في Telford، William (المحرر). Interpretation of Mark. Continuum. ISBN:978-0-567-29256-8. مؤرشف من الأصل في 2020-03-12.